# HTML-editor

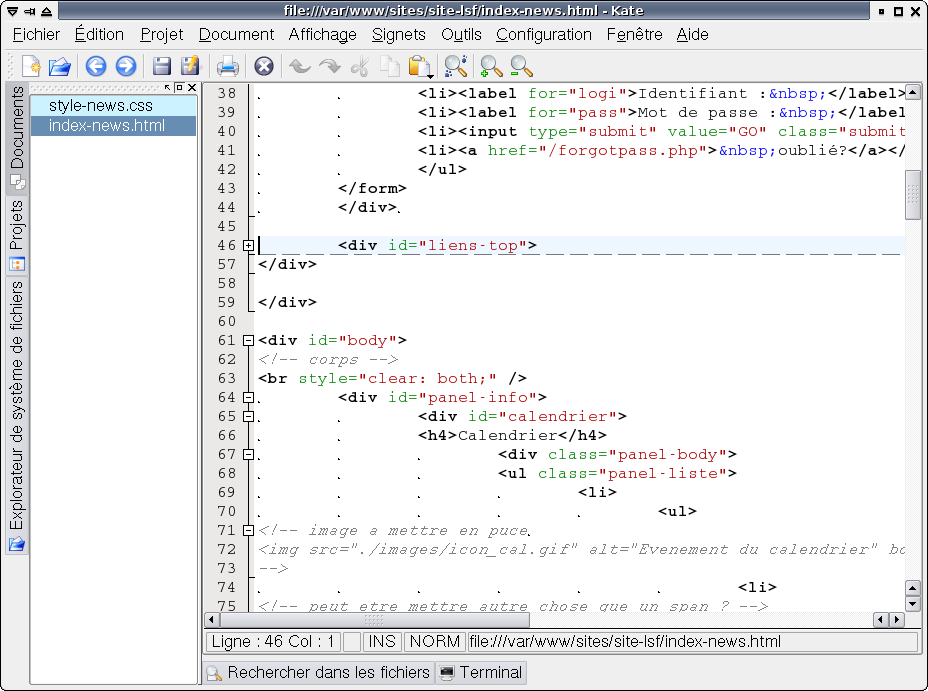
Screenshot van een HTML-editor.

Een HTML-editor is een softwareprogramma om webpagina's aan te maken. Hoewel HTML-code met een gewone teksteditor geschreven kan worden, kan een HTML-editor door de ingebouwde extra functionaliteit het bijwerken veel gemakkelijker maken. Veel HTML-editors kunnen naast HTML ook verwante formaten bewerken, zoals CSS en XML.
HTML-editors zijn soms onderdeel van een programma dat tevens als webbrowser dient, dit geldt voor Amaya, Netscape (meeste versies), Mozilla (suite) en SeaMonkey. Ook kan een HTML-editor zijn opgenomen in kantoorsoftwarepakketten en in een internet suites.
In sommige editors zit een FTP-client ingebouwd, zodat de aangemaakte webpagina's direct op het web gepubliceerd kunnen worden.

## Soorten editors
Er zijn twee soorten HTML-editors: tekst en What You See Is What You Get (wysiwyg). Bij een teksteditor wordt direct de code bewerkt, terwijl een wysiwyg-editor het eindresultaat toont ('wat je ziet is wat je krijgt'). Wysiwyg is handiger voor beginners, terwijl teksteditors meer mogelijkheden bieden voor de meer ervaren webdeveloper.

### Teksteditors
Teksteditors bieden gewoonlijk syntaxiskleuring, werkbalken en sneltoetsen voor het snel toevoegen van HTML-elementen. Wizards en dialoogvensters kunnen helpen om een basispagina aan te maken of om tabellen toe te voegen.
Teksteditors vereisen op zijn minst een basiskennis van HTML en eventueel ook CSS.

### Wysiwyg-editors
De zogenaamde wysiwyg-editors bieden een interface die gelijkt op de pagina zoals die er uiteindelijk in de webbrowser zal uitzien. Een wysiwyg-editor is gemakkelijker in het gebruik en maakt het mogelijk om zonder kennis van HTML een webpagina op te stellen. Wysiwyg-editors worden echter dikwijls bekritiseerd vanwege de meestal inefficiënte HTML-code die geproduceerd wordt. Er is dan een grotere kans dat de pagina op verschillende manieren getoond wordt in verschillende browsers en dat de pagina moeilijk te begrijpen is voor zoekmachines en tekstbrowsers.

Voorbeelden van opensource-wysiwygeditors zijn Nvu en SeaMonkey (voorheen Mozilla); voorbeelden van commerciële editors: Dreamweaver en Microsoft Office FrontPage.
Veel wysiwyg-editors bieden ook de mogelijkheid om direct de broncode te bewerken.
Mozilla Composer en de daaruit voortgekomen SeaMonkey Composer, Adobe Dreamweaver, Nvu en Kompozer bevatten zowel een tekst- als een wysiwyg editor en hebben voor deze beide opties, een afzonderlijke 'tab', wat handig kan zijn voor de makers van webpagina's. Verder genereren ze relatief compacte (en voor mensen leesbare) code, zodat het downloaden van de pagina voor de eindgebruiker sneller is, wat vooral handig is als die niet een snelle internetverbinding heeft.

## Lijst van HTML-editors
- Amaya (W3C)
- Adobe Dreamweaver (Adobe)
- BlueGriffon
- Expression Web (Microsoft)
- Microsoft FrontPage
- Mozilla Composer (voortgezet als SeaMonkey Composer)
- Notepad++
- Nvu (wordt niet meer ontwikkeld, voortgezet als Kompozer/BlueGriffon)
- Quanta Plus (KDE/TDE)
- SeaMonkey Composer
- Sublime Text
- LiveGap Editor
- Visual Studio Code